# Hex’Air
Hex’Air war eine französische Regionalfluggesellschaft mit Sitz in Le Puy-en-Velay.

## Geschichte
Die Gesellschaft wurde 1991 gegründet. Die erste Flugverbindung von Le Puy-en-Velay nach Paris-Orly wurde noch im selben Jahr eingerichtet. Im Jahr 1999 folgte die Verbindung Castres-Mazamet – Rodez-Marcillac – Lyon Saint-Exupéry. 
Im September 2016 wurde Hex’Air von Twin Jet übernommen.

## Flugziele
Hex’Air bot Linienflüge nach Paris-Orly, Castres-Mazamet, Le Puy-en-Velay, Mende, Rodez-Marcillac und Lyon Saint-Exupéry an. 

## Flotte
Die Flotte der Hex’Air bestand vor der Fusion aus zwei Maschinen des Typs Beechcraft 1900D.